# Stefanie Schwarzbach
Stefanie Schwarzbach (* 1963) ist eine ehemalige deutsche Nationalspielerin und Bundestrainerin in der Boulespiel-Sportart Pétanque im Deutscher Boccia-, Boule- und Pétanque-Verband e.V. Sie war mehrfach deutsche Meisterin und Teilnehmerin bei Weltmeisterschaften und den World Games.

## Karriere

### Spielerin
Schwarzbach spielt nach eigenen Angaben seit 1987 Boule und war erstmals 1990 im Nationalkader. Sie spielt für die Münchener Kugelwurfunion und wurde 2011 mit dem Verein Deutscher Meister in der Pétanque-Bundesliga.
Im Frauen-Doublette gewann sie die Bronzemedaille bei den World Games 1993.
Sie ist Linkshänderin, spielt bevorzugt die Spielposition Pointeur oder Milieu und hat Kugeln im Gewicht 680 Gramm bei 72 mm Durchmesser.

### Trainerin
Sie ist Bouletrainerin und im Besitz des B-Trainer-Scheins. Zusammen mit Martin Kuball war sie zwischen 2017 und 2023 Bundestrainerin der U18-Jugend.

## Erfolge

### International
- 1992: Teilnahme an der Weltmeisterschaft
- 1993: 3. Platz bei den World Games im Frauen Doublette zusammen mit Denise Pektor[3]
- 1996: Teilnahme an der Weltmeisterschaft

### National
(Quelle)
- 2000: 3. Platz Deutsche Meisterschaft Doublette Mixte zusammen mit Jürgen Puchner
- 2011: 2. Platz Deutsche Meisterschaft Doublette Mixte zusammen mit Jean-Luc Testas
- 2011: Deutscher Vereinsmeister mit der Münchener Kugelwurfunion[5]
- 2012: Deutscher Vize-Vereinsmeister mit der Münchener Kugelwurfunion
- 2013: 3. Platz Deutsche Meisterschaft Frauen Triplette zusammen mit Dominique Probst und Luzia Beil
- 2015: 1. Platz Deutsche Meisterschaft Frauen Triplette zusammen mit Dominique Probst und Luzia Beil
- 2019: 3. Platz Deutsche Meisterschaft Frauen Triplette zusammen mit Barbara Sölter und Ursula Weiss

## Privates
Schwarzbach wohnt in München.